# Zygaena bornefeldii
Zygaena bornefeldii is een vlinder uit de familie van de bloeddrupjes (Zygaenidae). De wetenschappelijke naam van de soort is voor het eerst geldig gepubliceerd in 1973 door Burgeff & Reiss.